# Постніков Тарас Володимирович
Тара́с Володи́мирович По́стніков  (нар. 25 листопада 1975, Суми) — український актор театру і кіно, співак, кобзар, композитор, поет, письменник, продюсер, телеведучий, козак, громадський діяч. Заслужений артист України (2009). Автор пісень. Професійно володіє такими музичними інструментами, як: флейта, фортепіано, старосвітська кобза,  колісна ліра, волинка, бансурі. Виконавець української старовинної музики на старосвітській кобзі. Знявся в більш ніж 70 фільмах та серіалах.

## Життєпис
Народився 25 листопада 1975 року у місті Суми, Україна. Мама заслужена артистка України Мамикіна Людмила Михайлівна, батько заслужений артист України Постніков Володимир Михайлович працювали у Сумському державному театрі драми і музичної комедії ім. М. Щепкіна. У віці 5 років Тарас зіграв головну роль у дитячому фільмі.
У 1983 році з батьками переїхав до м. Вінниця. У 1988 р. у Вінницькому музично драматичному театрі ім. Садовського зіграв роль Онука у виставі Е.Дударова «Крик журавля». У 1995 році закінчив Вінницьке музичне училище ім. М.Леонтовича по класу флейти і паралельно перший курс акторського відділення при цьому ж училищі.
У 1999 р. закінчив Київський державний інститут театрального мистецтва ім. І. К. Карпенка-Карого зі спеціальності актор театру і кіно, курс І. О. Молостової та Ю. П. Висоцького. З другого та третього курсів починає активно зніматися в кіно, у тому числі у головній ролі у фільмі Г.Кохана «Тупик» 1998 р., знімається в рекламі, музичних кліпах, починає активно працювати на естраді: стає солістом популярного гурту «Ніч на Різдво», музичний продюсер Г. Крупник, багато гастролює по країні з концертними турами.
Стає учасником багатьох українських та міжнародних кінофестивалів: «Созвездие» м. Твер (Росія), «Бригантина» м. Бердянськ, «Стожари», «Молодість» м. Київ та лауреатом музичних конкурсів «Пісенний вернісаж» м. Київ ІІ премія, «Мелодія» м. Львів ІІІ премія та ін. Автор ідеї музичного кліпу гурту «Ніч на Різдво» на пісню «Зоря» композитор та аранжувальник Г.Крупник, змонтованого на відзнятому матеріалі з фільму «Тупик» режисера Г.Кохана. Сольна пісня «Розкажи, розкажи», композитор і аранжувальник Г. Крупник, у виконанні Тараса Постнікова у складі гурту «Ніч на Різдво»  стає саундтреком до цього фільму.
У 1999 р. вступає на службу до прославленої трупи Національного академічного драматичного театру ім. І.Франка. Бере участь у численних благодійних акціях. Стає учасником популярного гурту «Експрезиденти» продюсер В.Куцевалов, записує пісні та знімається у трьох відеокліпах гурту. У складі цього гурту багато концертує, зокрема, бере участь у благодійних турах по дитячих будинках і підліткових пенітенціарних закладах України, а  також бере участь у 15-му міжнародному фестивалі молоді та студентства Algiers 2001 (Алжир), але через деякий час залишає цей колектив.
Надалі працює як соліст. У фільмі американського режисера Гейтера Генрі «The man with golden hands» (США) зіграв роль Борисова англійською мовою. У 2003 році запрошений народним артистом України А. Г. Хостікоєвим до участі у виставах антрепризи театральної компанії «Бенюк і Хостікоєв». Стає ведучим телевізійної програми «Ви поїдете на бал» на всеукраїнському телевізійному каналі 1+1.
Самостійно оволодів грою на такому унікальному музичному інструменті як українська старосвітська кобза, виконує та записує старовинні українські народні пісні. Як автор слів, композитор та виконавець, професійно володіючи кобзою, голосом, флейтою, лірою та фортепіано, у 2011 році створив альбом оригінальних сучасних естрадних і народних кобзарських українських пісень «Серце козацьке», у яких яскраво відкриває особливості українського національного мелосу, ладів, тембрів, використовуючи такі суто українські інструменти як старосвітська кобза, колісна ліра, та інші, у сучасному оранжуванні, яке створив В. Філімончук. У 2009 році пісні у виконанні Тараса Постнікова двічі стають переможцями телевізійного конкурсу «Фольк-music» на каналі «ПЕРШИЙ НАЦІОНАЛЬНИЙ».
Багато гастролює. Плідно працює у колективах театру ім. І.Франка, та театральної компанії «Бенюк і Хостікоєв» як у драматичних виставах: «Віват, королево» — Дарнлей; «Двір Генріха ІІІ» — Руджері, Артюр; «Про мишей і людей» — Віт; «Грек Зорба» — Нікос  та ін., так і у музичних виставах: «Бременські музиканти» — Трубадур; «Пігмаліон» — Фреді; рок опера «Біла ворона» — молодий Менестрель, король Франції; «Едіт Піаф — життя в кредит» — Луї Дюпон; «Запорожець за Дунаєм» — Андрій, у якій виступає ще й як музичний керівник вистави.
Активно знімається в кіно. У 2008 році зіграв головну роль молодого Шептицького у фільмі «Владика Андрей», режисер народний артист україни Олесь Янчук. У 2009 році отримав почесне звання Заслужений артист України. Лауреат багатьох кіно, театральних та музичних фестивалів та конкурсів. Вірші Тараса Постнікова друкуються в Українських часописах. У 2013—2014 роках бере активну участь у РЕВОЛЮЦІЇ ГІДНОСТІ. Три рази, в тому числі, коли вже почалися сутички і обстріли, і вдень і вночі, виконує зі сцени Майдану кобзарські і авторські естрадні пісні, читає вірші Т.Шевченка, а також на рівні з усіма учасниками Революції Гідності  будує барикади на Європейській площі, колючи лід на бруківці, навантажуючи у мішки, та в мороз будуючи барикади.
Як волонтер допомагає переселенцям з Донбасу. Записує мистецьке відеозвернення до захисників на сході України «Листи на фронт». У 2017 році залишає театр ім. І. Франка. Створює власну театрально — концертну компанію «Незалежний проєкт Тараса Постнікова». 2018 року в рамках проєкту випускає музично-драматичну моновиставу «Про що знаю тільки я». Автор — заслужена артистка України Людмила Мамикіна (м. Вінниця). Режисер — народний артист ЧР, заслужений артист КБР Павло Тихоміров (м. Москва). Прем'єра відбулась у приміщенні Вінницького академічного українського музично-драматичного театру ім. М. К. Садовського 2018 року.
У цій своїй музично драматичній моновиставі Тарас Постніков створює цілий калейдоскоп яскравих образів: від колоритних народних, до казкових та міфічних персонажів. У виставі багато поезії, у тому числі власної, та пісень. Будучи ще й професійним музикантом, актор у виставі сам грає на флейті, а також на старосвітській кобзі та колісній лірі і виконує у супроводі цих музичних інструментів народні пісні, думи, та кобзарські псальми, а також пісні у сучасному аранжуванні. У виставі йдеться про геноцид українського народу вчинений радянською владою, зокрема, про знищення кобзарів і лірників у 1934—1935 роках. Вистава створена власним коштом Тараса Постнікова. З виставою гастролює Україною. В Києві вистава йде у Національному Центрі театрального мистецтва їм. Л. Курбаса.
У 2021 році вистава «Про що знаю тільки я», стає ЛАУРЕАТОМ Міжнародного театрального онлайн-фестивалю «Театр. Територія єднання» (м. Владимир). 2018 року у рамках програми «Український схід» бере участь, як співак і кобзар у святі День української мови та писемності на Луганщині і гастролює з групою українських артистів, у тому числі з Анжелікою Рудницькою, східними теренами України беручи участь у концертах для українських військових. У 2020 році зіграв Воланда у Антрепризний виставі «Майстер і Маргарита» і гастролює з цією виставою сходом України. Також грає всі чоловічі ролі у виставі «Сон Лакшмі», режисер — заслужений діяч мистецтв України Мирослав Гринишин. Вистава є проектом Центру Курбаса.
З 2021 року стає викладачем Київської дитячої академії мистецтв ім. М. Чемберджі. У 2021 році бере участь у онлайн-концерті Привітання Його Високопреосвященству Митрополиту Української Православної Церкви Канади Юрію від Церкви Святої Анни в Торонто. У цьому ж році отримує пропозицію від продюсера з Канади, керівника Онлайн Недільної Школи «Вифлеємська Зірка» від УПЦК, та члену МОУГ «Четверта Хвиля» — Ганни Козакової заспівати і записати пісню канадської авторки з діаспори Тетяни Білої — «Рідна Україна». Тарас Постніков запрошує до співпраці відомого українського композитора, аранжувальника та продюсера, Генадія Крупника, який бере участь у проєкті, як співавтор і, як композитор, і створює феєричне аранжування до цієї пісні. Таким чином створюється оригінальний міжнародний проєкт, у якому задіяні українській виконавець заслужений артист України Тарас Постніков,  аранжувальник, композитор і продюсер з міжнародним ім'ям Геннадій Крупник і  канадська авторка з діаспори Тетяна Біла. На цю пісню створюється відеокліп.
Хобі Тараса Постнікова — писанкарство. Одна з його робіт, писанка у гуцульському стилі, є експонатом музею Друїдів у м. Бретонь (Франція).

## Фільмографія
| Рік  | Тип                        | Назва фільму                                                                             | Роль                                                                | Примітки                                                               |
| ---- | -------------------------- | ---------------------------------------------------------------------------------------- | ------------------------------------------------------------------- | ---------------------------------------------------------------------- |
| 1992 | серіал                     | Тарас Шевченко. Заповіт                                                                  | Білецький                                                           | епізод, реж. С.Клименко                                                |
| 1998 | бойовик                    | Глухий кут                                                                               | Слава Сидоренко                                                     | головна роль, реж. Г.Кохан                                             |
| 1999 | серіал                     | Як гартувалась сталь                                                                     | Гвардієць                                                           | епізод, реж. У Тянь Нінь                                               |
| 2001 | серіал                     | Слід перевертня                                                                          |                                                                     | епізод                                                                 |
| 2004 | драма, короткометражка     | Людина з золотими руками                                                                 | Влад Борисов(англ. мовою)                                           | головна роль, реж. Г.Гейтер                                            |
| 2004 | бойовик, драма, військовий | Залізна сотня                                                                            | Лагідний                                                            | реж.О.Янчук                                                            |
| 2004 | мелодрама                  | Зцілення коханням                                                                        | DJ                                                                  | епізод, реж. Бата Недич                                                |
| 2006 | серіал                     | Золоті хлопці-2                                                                          |                                                                     | епізод                                                                 |
| 2006 | серіал                     | Театр приречених                                                                         | Міша                                                                | епізод                                                                 |
| 2006 | серіал                     | Про що мовчить село — Чужі помилки — Частина 2 Як вижити нічному метелику — Чужі помилки | Володимир капітан міліції Влад                                      |                                                                        |
| 2006 | фільм                      | Богдан-Зиновій Хмельницький                                                              | Козак                                                               | епізод, реж. М. Мащенко                                                |
| 2008 | біографія, історичний      | Владика Андрей                                                                           | молодой Шептицький                                                  | головна роль,реж.О.Янчук                                               |
| 2009 | серіал                     | Повернення Мухтара-5                                                                     | Борис                                                               | День народження Дятло \| 79-я серія, реж. В. Златоустовський, В.Шалига |
| 2010 | серіал                     | Серце світу                                                                              | Ярко                                                                | реж. О.Драч                                                            |
| 2011 | (міні-серіал)              | Білі троянди надії                                                                       |                                                                     | епізод                                                                 |
|      | серіал                     | Пес                                                                                      | Федір                                                               | епізод                                                                 |
|      |                            | Про що мовчить село                                                                      | Анатолій Довгань                                                    | епізод, реж. О. Янчук                                                  |
|      |                            | Як вижити нічному метелику                                                               | Оперативник Володислав                                              | епізод, реж.Р.Бровко телеканал "СТБ"                                   |
|      |                            | Батьки і діти                                                                            | Батько і Син                                                        | проект телеканалу 1+1                                                  |
|      | серіал                     | Реальна містика                                                                          | Володимир                                                           | серії: Паранормальні викрадачі з космосу                               |
|      | серіал                     | Сліпа                                                                                    | Богдан                                                              | серія «Мед»                                                            |
|      | серіал                     | Вещдок                                                                                   | Вуйчик                                                              | серія: Послевкусие                                                     |
|      | серіал                     | Вещдок                                                                                   | Демчук Ігор                                                         | серія: Букет мімози                                                    |
|      | серіал                     | Вещдок                                                                                   | Віталій                                                             | серія: Такий самий, За Родину                                          |
|      | серіал                     | Вещдок                                                                                   |                                                                     | серія: За Родину                                                       |
|      | серіал                     | Вещдок                                                                                   | Іван                                                                |                                                                        |
|      | серіал                     | Вещдок                                                                                   | Кирило Савельев                                                     | Вбити мало                                                             |
|      | серіал                     | Вещдок                                                                                   | Микола Головин                                                      | Точна вага                                                             |
|      | серіал                     | Вещдок                                                                                   | Іван                                                                | Академічна різниця                                                     |
|      | серіал                     | Вещдок                                                                                   | Микола                                                              | Алергія на кішок                                                       |
|      | серіал                     | Вещдок                                                                                   | Ігор Сомов                                                          | Особиста справа Запашний                                               |
|      | серіал                     | Вещдок                                                                                   | Майор Лев Крушельницькій                                            | Медальний профіль                                                      |
|      | серіал                     | Слідаки                                                                                  | Путько                                                              | серія 9                                                                |
|      | серіал                     | Весільні драми                                                                           | Католицький священник                                               | серія «Чуже немовля»                                                   |
|      | серіал                     | З чистого листа                                                                          | Хірург                                                              |                                                                        |
|      | серіал                     | Хід прокурора                                                                            | Микола Чуйко очільник української масонської опганізації, бізнесмен | серія «Знак масона»                                                    |
|      | серіал                     | Опер за викликом                                                                         | Мафіозі                                                             | серія «Букет нареченої»                                                |
|      | короткометражний фільм     | для "Fabiosa life media"                                                                 | Чоловік                                                             |                                                                        |
|      | короткометражний фільм     | Пасха - перемога над смертю                                                              | Бізнесмен                                                           |                                                                        |